# Кодільник
Коді́льник, линва́р, канатник — ремісник, який виготовляв кодоли (линву), переплітаючи або скручуючи кілька окремих мотузок. Звичайними матеріалами, з яких робили канати, були паси шкіри, волокна коноплі (прядиво), сизаль, маніла та джут.
Кодільництво було поширеним ремеслом, оскільки товсті мотузки використовуються в багатьох сферах життя, проте найбільший розвиток воно мало там, де сусідувало з корабельництвом. Право на заняття цим ремеслом вважалося привілеєм і, як правило, надавалось міською владою.